# Stary cmentarz żydowski w Lęborku
Stary cmentarz żydowski w Lęborku – znajdował się na miejscu obecnego Parku Chrobrego i został zamknięty w końcu XIX wieku. Jego funkcje przejął nowy cmentarz. Został zniszczony przez nazistów w 1938 roku. Do naszych czasów zachowały się tylko fragmenty nagrobków.